# Montréal-Verdun
Montréal–Verdun est un ancien district électoral provincial du Québec. Il a existé de 1923 à 1965.

## Historique
Le district électoral de Montréal—Verdun a été créé à la suite de la division du district de Jacques-Cartier. Il a existé jusqu'en 1965, date à laquelle l'actuelle circonscription de Verdun a été créée.

## Liste des députés
| Années | Années      | Député                     | Parti           |
| ------ | ----------- | -------------------------- | --------------- |
|        | 1923 - 1927 | Pierre-Auguste Lafleur     | Conservateur    |
|        | 1927 - 1931 | Pierre-Auguste Lafleur     | Conservateur    |
|        | 1931 - 1935 | Pierre-Auguste Lafleur     | Conservateur    |
|        | 1935 - 1936 | Pierre-Auguste Lafleur     | Conservateur    |
|        | 1936 - 1939 | Pierre-Auguste Lafleur     | Union nationale |
|        | 1939 - 1944 | Joseph-Jean-Léopold Comeau | Libéral         |
|        | 1944 - 1948 | Lionel-Alfred Ross         | Libéral         |
|        | 1948 - 1952 | Lionel-Alfred Ross         | Libéral         |
|        | 1952 - 1956 | Lionel-Alfred Ross         | Libéral         |
|        | 1956 - 1959 | Lionel-Alfred Ross         | Libéral         |
|        | 1960 - 1962 | George O'Reilly            | Libéral         |
|        | 1962 - 1964 | George O'Reilly            | Libéral         |
|        | 1964 - 1966 | Claude Wagner              | Libéral         |

Légende: Les années en italiques indique les élections partielles.